# Chopins preludier

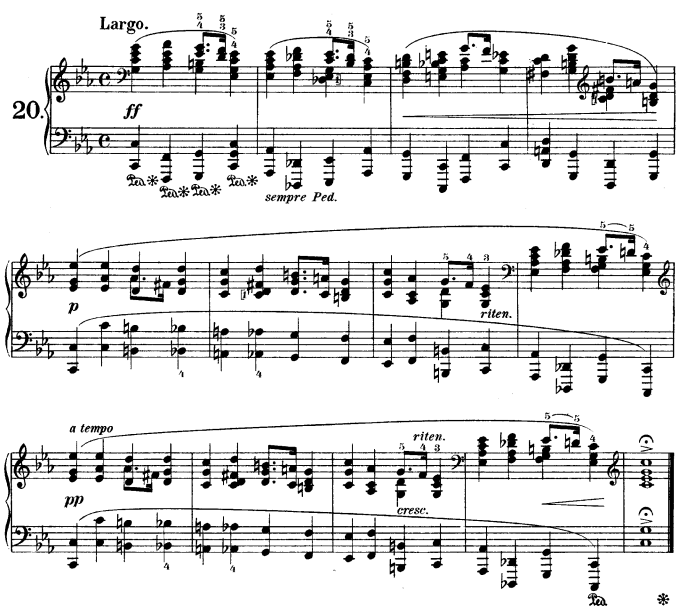
Preludium nr 20, C moll

Chopins 24 Preludier (Opus 28), är en pianosvit bestående av 24 preludier, ett i varje tonart, komponerade av Frédéric Chopin. Pianosviten publicerades ursprungligen 1839. Chopin skrev preludierna mellan 1835 och 1839, dels i Valldemossa på Mallorca, där han tillbringade vintern 1838–39 tillsammans med sin älskade, George Sand.
Den franska upplagan tillägnades utgivaren Camille Pleyel, som hade beställt arbetet. Den tyska upplagan däremot dedicerade Chopin till Josef Christoph Kessler, en tonsättare som tio år tidigare hade tillägnat Chopin sina egna 24 preludier (Op 31). Trots att preludier vanligen beskriver ett inledande stycke är Chopins 24 preludier självständiga stycken.

## Preludierna
1. Agitato – preludium i C dur
2. Lento –  preludium i a moll
3. Vivace – preludium G-dur
4. Largo – preludium e-moll
5. Molto allegro – preludium D-dur
6. Lento assai – preludium h-moll
7. Andantino – preludium A-dur
8. Molto agitato – preludium fiss-moll
9. Largo – preludium E-dur
10. Molto allegro – preludium ciss-moll
11. Vivace – preludium H-dur
12. Presto – preludium giss-moll
13. Lento – preludium Fiss-dur
14. Allegro – preludium ess-moll
15. Sostenuto – preludium Dess-dur ("Regndroppspreludiet")
16. Presto con fuoco – preludium b-moll
17. Allegretto – preludium Aiss-dur
18. Molto allegro – preludium f-moll
19. Vivace – preludium Ess-dur
20. Largo – preludium c-moll
21. Cantabile – preludium B-dur
22. Molto agitato – preludium g-moll
23. Moderato – preludium F-dur
24. Allegro appassionato – preludium d-moll